# 共相問題
共相問題（英語：Problem of universals），又譯為普遍命題問題，起源於古希臘的形而上學問題，爭論共相（universals）是否存在。共相是一種一般或是特殊的性質、特徵、關係、特色，例如顏色，紅/綠，男/女，固體/液體/氣體，個人/國家，這些性質可以被許多不同的個體所分享，例如，紅色的玫瑰與紅色的牆，都是紅色的；白馬與黑馬，都屬於馬；張龍、趙虎與蘇格拉底，都是男人。個體的殊相是存在的，但是共相本身是否存在，這成為古希臘哲學家很感興趣的問題。
最早提出這個問題的哲學家是柏拉圖，他提出理型論作為這個問題的解答，柏拉圖認為共相是以理型（Form）的方式存在。在中世紀經院哲學中，根據柏拉圖的看法，發展出唯實論。而柏拉圖的弟子，亞里斯多德，認為共相是由人類感官所建構出來的概念，存在於人類的經驗與感官中，因此，共相不是實存的。亞里斯多德的看法衍生出了後世的唯名論與概念論。
在中國先秦哲學家中，名家也曾思考過這些問題，如公孫龍曾提出堅白論、白馬論。

## 关联书籍
- 山内 志朗『普遍論争―近代の源流としての』哲学書房,1992 ISBN 4886790534　同増補版平凡社(平凡社ライブラリー),2007 ISBN 978-4-582-76630-1
- 岩崎武雄『西洋哲学史』有斐閣,1952 ISBN 4-641-07313-9
- 八木雄二『天使はなぜ堕落するのか―中世哲学の興亡』春秋社,2009 ISBN 9784393323304